# Vigna hainiana
Vigna hainiana là một loài thực vật có hoa trong họ Đậu. Loài này được Babu, Gopin. & S.K.Sharma miêu tả khoa học đầu tiên.